# Генрі Г'юз Вілсон
Генрі Г'юз Вілсон, 1-й баронет (англ. Sir Henry Wilson, 1st Baronet; 5 травня 1864, Балліналі — 22 червня 1922, Лондон) — британський воєначальник, фельдмаршал Британської армії (1919). Начальник Імперського Генерального штабу (1918—1922). Учасник Третьої англо-бірманської, Другої англо-бурської та Першої світової війн.

## Біографія
Генрі Г'юз Вілсон народився 5 травня 1864 року в родині Джеймса і Константи Вілсон в ірландському містечку Балліналі. У 1880—1882 роках Вілсон зробив спроби вступити на навчання до Королівської військової академії у Вуліджі та Королівського військового училища в Сандгерсті, але безуспішно. Подібно до Френча та Спірса, серед інших, Вілсон поступив на військову службу «чорним ходом», як тоді було популярно, спочатку ставши офіцером міліції. У грудні 1882 року він вступив лейтенантом до ополчення Лонгфорда, яке також було 6-м (ополченським) батальйоном стрілецької бригади. У липні 1884 року він склав вступний іспит і був призначений до Королівського ірландського полку, але незабаром переведений до більш престижної стрілецької бригади.
Військова кар'єра
- 1882 — лейтенант
- грудень 1883 — капітан
- 15 листопада 1898 — майор (тимчасове звання)
- грудень 1901 — майор
- 1901 — підполковник (тимчасове звання)
- 1 січня 1907 — полковник
- 8 січня 1907 — бригадний генерал (тимчасове звання)
- листопад 1913 — майор-генерал
- 20 червня 1916 — лейтенант-генерал (тимчасове звання)
- 3 червня 1918 — генерал
- 31 липня 1919 — фельдмаршал

У 1886—1888 роках Генрі Г'юз Вілсон служив у Британській Індії, брав участь у третій англо-бірманській війні. 5 травня 1887 року був поранений вище лівого ока. Рана не загоїлася, і після шести місяців лікування у Калькутті він провів майже весь 1888 рік, відновлюючись в Ірландії, поки його не визнали придатним до продовження військової служби. Він залишився спотвореним. Через поранення отримав прізвиська «Потворний Вілсон» і «найпотворніша людина в британській армії».
У 1888 році поступив на навчання до Штабного коледжу в Камберлі. Під час навчання в коледжі він відвідав поля битв франко-прусської війни. Роулінсон і Томас Д'Ойлі Сноу часто були його партнерами по навчанню. Роулінсон і Вілсон стали близькими друзями, часто залишалися і спілкувалися разом, і Роулінсон познайомив Вілсона з лордом Робертсом.
У грудні 1893 року Вілсон закінчив навчання й одразу отримав звання капітана. У листопаді 1894 року продовжив службу у відділі розвідки Воєнного офісу. Вілсон працював у розвідувальній секції «А» (Франція, Бельгія, Італія, Іспанія, Португалія та Латинська Америка) три роки.
Влітку 1899 року Вілсон був призначений бригадним майором 3-ї бригади, тепер перейменованої на 4-ту або «Легку» бригаду в Олдершоті, яка перебувала під командуванням Невіла Літтелтона. 11 жовтня 1899 року розпочалася Друга англо-бурська війна і 18 листопада Вілсон прибув до Кейптауна. Спочатку у складі бригади проходив службу в армії Наталя, брав участь у багатьох боях та битвах, включно з боями за висоти Тугела, визволенням Ледісміта та під Лейнґс-Неком. Зрештою Вілсон провів деякий час як помічник військового секретаря головнокомандувача лорда Робертса, при Головній квартирі. У 1902—1903 був командиром 9-го піхотного батальйону стрілецької бригади в Колчестері; 1903 року батальйон був розформований. Вілсон повернувся до Воєнного офісу, де працював у департаменті військової освіти та штабної роботи. Тут він був частиною значної групи офіцерів, які допомагали впроваджувати армійські реформи, запроваджені після англо-бурської війни Річардом Голдейном, військовим міністром (1905—1912).
У 1904—1906 роках — директор штабу чергувань Військового міністерства. На початку 1907 року Вілсон отримав звання бригадного генерала і став комендантом Штабного коледжу в Камберлі. Під час перебування в Камберлі він скористався можливістю здійснити ознайомчі поїздки північно-східним кордоном Франції та зав'язав добрі стосунки з багатьма старшими офіцерами французької армії, включаючи Фердинанда Фоша (який на той час був його візаві у Французькому штабному коледжі). Вілсон був великим франкофілом і заохочував значно активніший неофіційний діалог з керівництвом французької армії.
У серпні 1910 року його змінив у Камберлі «Вуллі» Робертсон, і він обійняв посаду директора військових операцій. На чолі цього департаменту Воєнного офісу він готував плани розгортання британського експедиційного корпусу у Франції на випадок війни з Німеччиною. Вілсон сподівався, що його призначать начальником штабу сера Джона Френча — неминучого головнокомандувача — у разі війни. Однак його підтримка заколоту Карра зробила таке призначення неприйнятним для ліберального уряду.

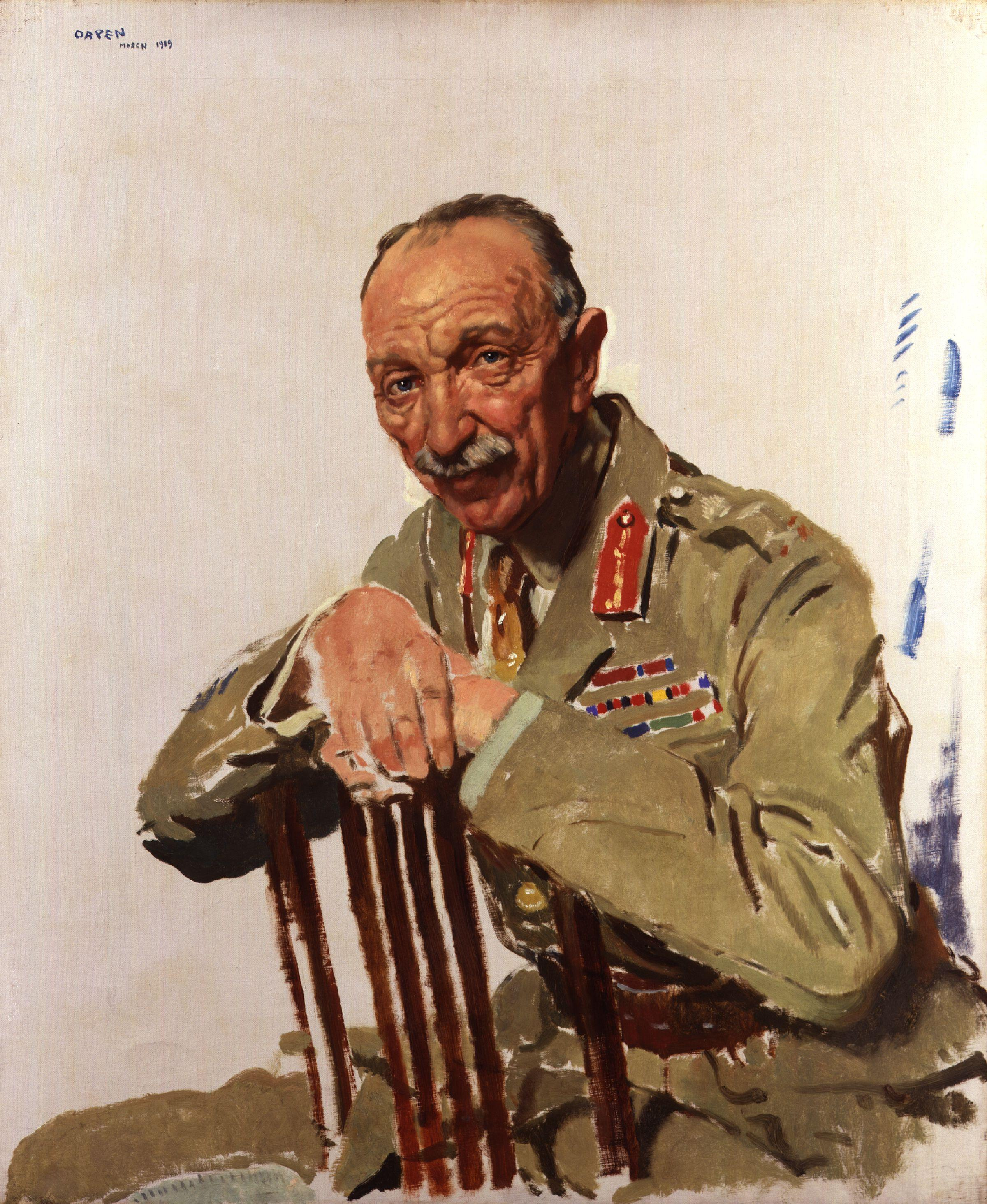
Генерал сер Генрі Г'юз Вілсон

У цьому випадку сер Арчибальд Мюррей був призначений начальником штабу британських сил у Франції, призначення, яке виявилося незручним для обох чоловіків, оскільки Френч віддав перевагу компанії Вілсона. Сам Вілсон часто відвідував штаб Френча, підриваючи авторитет Мюррея при кожній нагоді.
Тим часом отримавши звання генерал-майора, а потім генерал-лейтенанта, Вілсон виступив з різкою критикою плану лорда Кітченера щодо незалежного британського експедиційного корпусу у Франції. Після призначення сера Вільяма Робертсона наступником нещасного Мюррея Вілсона відправили до Франції на роль офіцера зв'язку французької армії, і це призначення вітали обидві сторони.
22 грудня 1915 року Генрі Вілсон прийняв командування IV корпусом на Західному фронті, змінивши Роулінсона, який своєю чергою прийняв командування 1-ю армією від Гейґа. Перебуваючи під командуванням, корпус Вілсон мав нещастя зазнати несподіваної німецької атаки на хребті Вімі, втративши вигідні позиції. Репутація Вілсона як бойового командира, що тільки зароджувалася, сильно постраждала. Його корпус залишався на відносно спокійному відтинку фронту навпроти Вімі, поки влітку 1916 року розгорталася велика битва на Соммі. 1 грудня 1916 року він залишив командування корпусом. Для людини з його амбіціями він, мабуть, був розчарований, побачивши як його однолітки та деякі молодші товариші підвищувалися в чині протягом 1916 року, тоді як він усе ще очолював корпус.
Потім він обіймав різні посади, доки прем'єр-міністр Девід Ллойд Джордж не висунув його на посаду британського представника у Вищій військовій раді союзників у листопаді 1917 року.
У лютому наступного року Робертсона було зміщено, а Вілсона призначили начальником Імперського Генерального штабу Британської імперії. На цій посаді він служив енергійно та блискуче, добре співпрацюючи з Верховним головнокомандувачем союзників Фердинандом Фошем (чому дуже допомогла дружба, яка існувала раніше, і це різко контрастувало з його попередніми труднощами у взаємопорозумінні з Анрі-Філіппом Петеном минулого року).
На Паризькій мирній конференції Вілсон виконував обов'язки головного військового радника Британії, але виявив, що у нього все більше розбіжностей з Ллойд Джорджем.
Звільнившись зі служби в лютому 1922 року, отримавши підвищення у фельдмаршали і дворянство, Вілсон зайняв посаду в парламенті, явно виступаючи проти незалежності Ірландії, як затятий ворог Шинн Фейн в Ірландії та більшовиків у Росії. У лютому 1922 року він був обраний членом парламенту від Консервативної партії від ірландського Норт Даун, але 22 червня два бойовики Ірландської республіканської армії застрелили відставного фельдмаршала на його порозі на Ітон Плейс у Лондоні. Він отримав публічний похорон і був похований у соборі Святого Павла.